# Bundesvermögensverwaltung
Bundesvermögensverwaltung (BVV) war die Bezeichnung der Verwaltung für das Allgemeine Grundvermögen und die Staatsforsten im Eigentum der Bundesrepublik Deutschland, wie sie als Teil der Bundesfinanzverwaltung von 1950 bis 2004 bestand. Mit Wirkung vom 1. Januar 2005 wurde die Bundesvermögensverwaltung in die Bundesanstalt für Immobilienaufgaben überführt.

## Entwicklung und Struktur
Eine besondere Vermögensverwaltung für das Deutsche Reich bestand nicht. Vielmehr waren dafür die einzelnen Fachverwaltungen zuständig. Nach der Kapitulation wurde im Herbst 1945 das umfangreiche Grundvermögen des Reiches, das zu großen Teilen aus bis dahin militärisch genutzten Liegenschaften bestand, in den westlichen Besatzungszonen auf Weisung der Militärregierung den Oberfinanzdirektionen zur Verwaltung zugewiesen. Dort wurden dafür „Abwicklungsstellen“ eingerichtet. Die örtliche Verwaltung wurde den Finanzämtern übertragen, bei denen ebenfalls „Abwicklungsstellen“ eingerichtet wurden, die 1946 ihre Arbeit aufnahmen. Sie wurden 1948 in „Verwaltungsstellen für Reichs- und Staatsvermögen“ (RuS-Stellen) umbenannt.
Das Grundgesetz von 1949 ordnete in Art. 134 GG die grundsätzliche Überführung allen Reichsvermögens in das Bundesvermögen an. Daher wurden zunächst durch das Finanzverwaltungsgesetz vom 6. September 1950 bei den Oberfinanzdirektionen Bundesvermögens- und Bauabteilungen als Teil der Bundesfinanzverwaltung eingerichtet. Diese Abteilungen unterstanden der Dienst- und Fachaufsicht des Bundesministeriums der Finanzen. Vom 29. Oktober 1957 bis zum 22. Oktober 1969 übte das Bundesministerium für wirtschaftlichen Besitz des Bundes (seit 14. November 1961: Bundesschatzministerium) die Fachaufsicht aus. Den Abteilungen wurden 1952 „Außenstellen“ unterstellt, die 1953 in „Bundesvermögensstellen“ umbenannt wurden.
Durch das Reichsvermögen-Gesetz wurde das unbewegliche Vermögen des Deutschen Reiches endgültig auf die Bundesrepublik Deutschland übertragen.
1971 wurden die Bundesvermögens- und Bauabteilungen in Bundesvermögensabteilungen umbenannt, da der Bund seine Bauaufgaben im Wege der Organleihe durch die Bauverwaltungen der Länder durchführen ließ. Die Bundesvermögensstellen wurden in Bundesvermögensämter umgewandelt. 2001 bestanden 37 Ämter.

## Bundesforstverwaltung

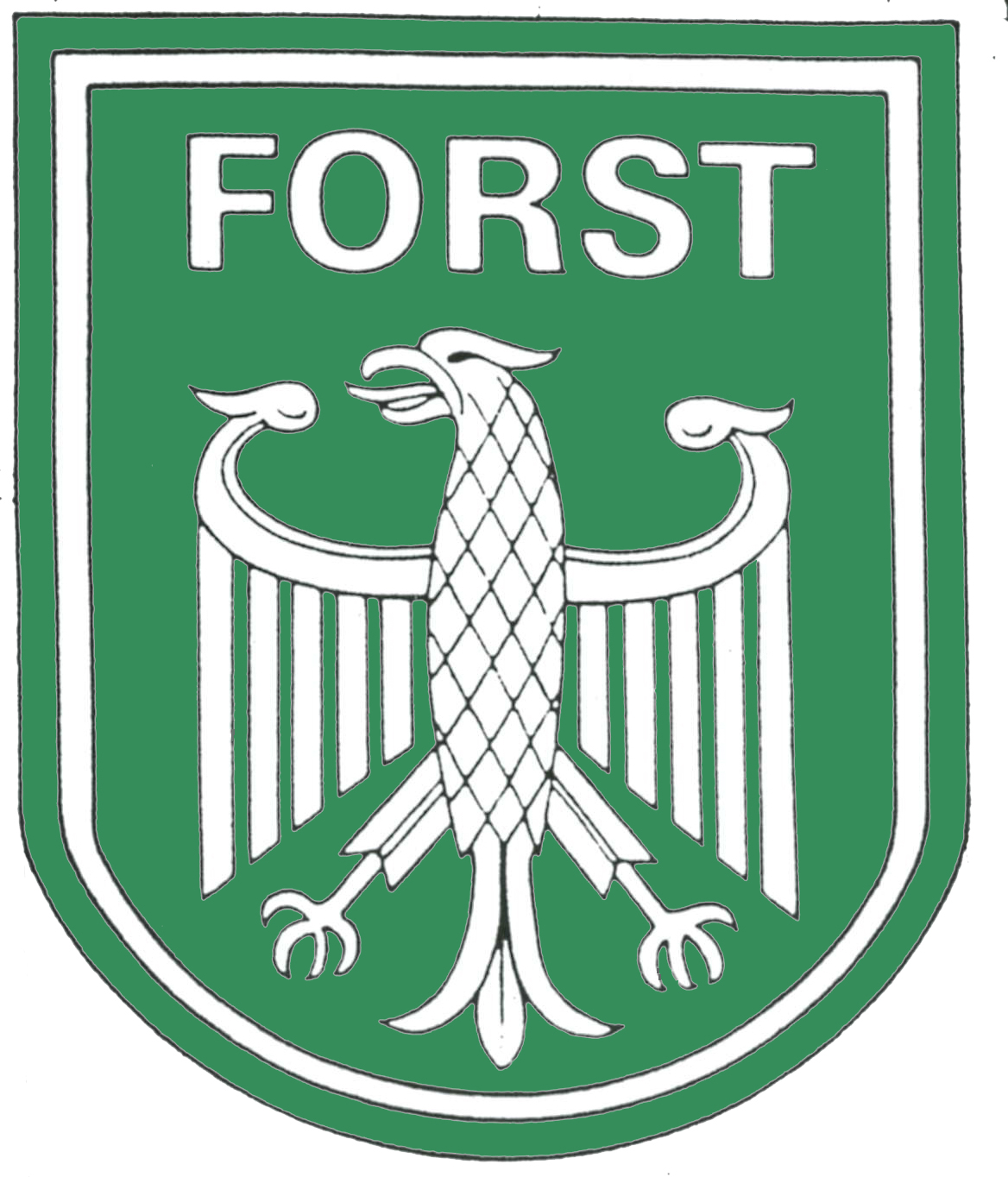
Ärmelabzeichen

Die Bundesforstverwaltung war ursprünglich ein Teil der Bundesvermögensverwaltung. Sie betreute die ab dem 1. April 1953 im Eigentum des Bundes stehenden Staatsforsten des Bundes, den sogenannten „Bundesforst“. Seit 1. Januar 2005 bildet die Bundesforstverwaltung den Geschäftsbereich Bundesforst der Bundesanstalt für Immobilienaufgaben.

## Aufgaben
- Verwaltung und Verwertung des Allgemeinen Grundvermögens und des Bundesforstes

- Grundstücks- und Raumbeschaffung für die in Deutschland stationierten ausländischen Streitkräfte und die Bundeswehr

- Betreuung der den in Deutschland stationierten ausländischen Streitkräften überlassenen Liegenschaften

- Wohnungsfürsorge für Beamte, Soldaten, Richter und Arbeitnehmer des Bundes sowie der in Deutschland stationierten ausländischen Streitkräfte

- Regelung der Ansprüche nach dem Allgemeinen Kriegsfolgengesetz

## Gesetze
- Finanzverwaltungsgesetz vom 6. September 1950 (BGBl. S. 448)

- Reichsvermögen-Gesetz vom 16. Mai 1961 (BGBl. I S. 597)

- Finanzverwaltungsgesetz in der Fassung vom 30. August 1971 (BGBl. I S. 1426, 1427)

- Gesetz über die Bundesanstalt für Immobilienaufgaben (BImAG) vom 9. Dezember 2004 (BGBl. I S. 3235)